# Newport (Minnesota)
Newport – miasto w Stanach Zjednoczonych, w stanie Minnesota, w hrabstwie Washington.